# روري سينجر
روري سينجر (بالإنجليزية: Rory Singer) هو فنان قتال مختلط أمريكي، ولد في 28 مايو 1976 في بروكلين في الولايات المتحدة.

## وصلات خارجية
- روري سينجر على موقع يو إف سي (الإنجليزية)
- روري سينجر على موقع شيردوغ (الإنجليزية)
- روري سينجر على موقع IMDb (الإنجليزية)
- روري سينجر على موقع قاعدة بيانات الفيلم (الإنجليزية)